# Estranhos Prazeres
Strange Days (bra/prt: Estranhos Prazeres) é um filme estadunidense de 1995, do gênero ficção científica, dirigido por Kathryn Bigelow, com produção e roteiro de James Cameron e Jay Cocks.

## Sinopse
Nos últimos dias de 1999 em Los Angeles, um ex-tira (Ralph Fiennes) negocia com CDs contendo informações sobre emoções e memórias de outras pessoas. Desta maneira, um homem casado "vai para cama" com outra mulher e não é infiel. No entanto, quando um disco que contém informações gravadas por uma prostituta assassinada que testemunhou um crime vai parar nas mãos deste ex-policial sua vida corre perigo, pois se o conteúdo for revelado uma reação popular inimaginável pode acontecer na cidade.

## Elenco
- Ralph Fiennes — Lenny Nero
- Angela Bassett — Lornette 'Mace' Mason
- Juliette Lewis — Faith Justin
- Tom Sizemore — Max Peltier
- Michael Wincott — Philo Gant
- Vincent D'Onofrio — Burton Steckler
- William Fichtner — Dwayne Engelman
- Glenn Plummer — Jeriko One
- Brigitte Bako — Iris
- Josef Sommer Palmer Strickland
- Nicky Katt — Joey Corto
- Richard Edson — Tick
- Michael Jace — Wade Beemer
- David Packer — Lane